# BC Camplight
BC Camplight (in passato riportato con la grafia B.C. Camplight), pseudonimo di Brian Christinzio (Wenonah, 31 maggio 1979), è un cantautore e polistrumentista statunitense.
Il suo stile è un eccentrico pop caratterizzato da “bassi dubstep, twang surf, orchestrazioni hollywoodiane, e piano ballads”.

## Biografia
Originario di Wenonah, nel New Jersey, Christinzio si trasferì a Filadelfia nel 2003. Qui iniziò a tenere diversi concerti e firmò un contratto con la One Little Indian. Egli pubblicò il suo primo album Hide, Run Away (2005), al quale prese parte la cantante Cynthia G. Mason. Ad esso seguì Blink of a Nihilist (2007) che, come il precedente, venne apprezzato dalla critica nonostante lo scarso successo commerciale. Nel frattempo, egli prese parte all’album Epic (2010) della cantante Sharon Van Etten e suonò il pianoforte assieme ai War on Drugs durante i loro concerti. A causa di gravi problemi di salute mentale, alcolismo e dipendenza da droghe, BC Camplight recedette il contratto con la One Little Indian.
Nel 2012, l’artista si trasferì a Manchester dopo aver letto un consiglio su Internet di un fan, e ricominciò a comporre musica ed esibirsi dal vivo. Il suo terzo album How to Die in the North (2015), primo capitolo di quella che l’artista definisce “trilogia di Manchester”, venne pubblicato per la Bella Union.
Durante i primi mesi del 2015, in seguito a un grave incidente a una gamba, il suo permesso di visto scadde, e fu costretto a lasciare il Regno Unito; come diretta conseguenza, il cantautore dovette cancellare le tappe al Green Man e all’End of the Road Festival, e a rinunciare ad un’apparizione al Later... with Jools Holland. Nonostante ciò, l’artista proseguì l’attività live senza intoppi, ed avviò per la prima volta un tour negli USA. Dopo aver vissuto temporaneamente fra Parigi e Filadelfia, BC Camplight sti stabilì definitivamente a Manchester grazie a un passaporto italiano di proprietà dei suoi nonni. Nel 2017, Christinzio registrò Deportation Blues (2018). Il suo quinto album Shortly After Takeoff (2020) è l’ultimo capitolo della “trilogia di Manchester”.

## Discografia
- 2005 – Hide, Run Away
- 2007 – Blink of a Nihilist
- 2015 – How to Die in the North
- 2018 – Deportation Blues
- 2020 – Shortly After Takeoff
- 2023 – The Last Rotation of Earth
- 2025 - A Sober Conversation